# Jin postérieurs (936-947)
Pour les articles homonymes, voir Jin.
936–947
Entités précédentes :
- Tang postérieurs

Entités suivantes :
- Han postérieurs

La dynastie des Jin postérieurs ou Hou Jin (chinois Hòu Jìn 後晉) régna en Chine de 936 à 947 lors de la période des Cinq Dynasties. Elle fut précédée par la dynastie des Tang postérieurs (Hou Tang) et suivie par la dynastie des Han postérieurs (Hou Han). Il s'agit d'une dynastie d'origine turque.

## Liste des empereurs
1. Gaozu (en) (Shi Jingtang) (936-942)
2. Chudi (en) (Shi Chonggui) (942-947)